# Orthochromis kasuluensis
Orthochromis kasuluensis är en fiskart som beskrevs av De Vos och Seegers, 1998. Orthochromis kasuluensis ingår i släktet Orthochromis och familjen Cichlidae. IUCN kategoriserar arten globalt som starkt hotad. Inga underarter finns listade i Catalogue of Life.